# Ronald Van Avermaet
Ronald Van Avermaet (Hamme, 5 januari 1959) is een Belgisch voormalig wielrenner, die professioneel actief was van 1982 tot 1985. Hij won 22 wedstrijden bij de profs.

## Familie
Ronald Van Avermaet werd geboren als zoon van de wielrenner Aimé Van Avermaet en nam in 1980 deel aan de Olympische Spelen in Moskou. Hij is gehuwd met de atlete Bernadette Buysse en was daardoor de schoonzoon van de wielrenner Kamiel Buysse. Ronald Van Avermaet is de vader van Greg Van Avermaet, de olympisch kampioen van 2016 op de weg.

## Ploegen
- 1982 Safir - Marc (België)
- 1983 Safir - Van de Ven (België)
- 1984 Brussels Huis (België)
- 1985 TeVe Blad - Perlav (België)

Samen met de jeugdreeksen won hij 44 wedstrijden. 